# Bahnhof Heathrow Terminal 5

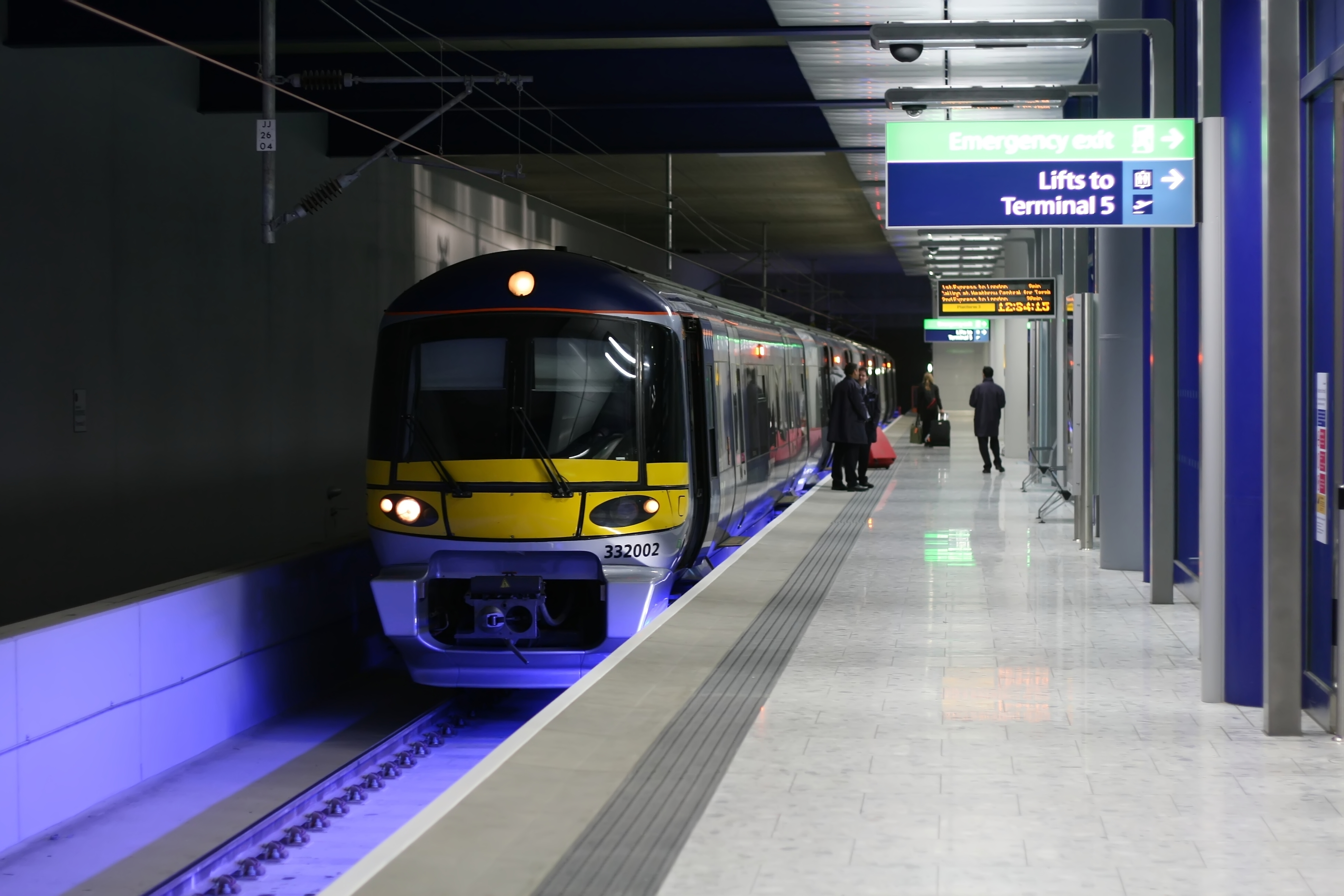
Heathrow Express vor Abfahrt in Richtung London

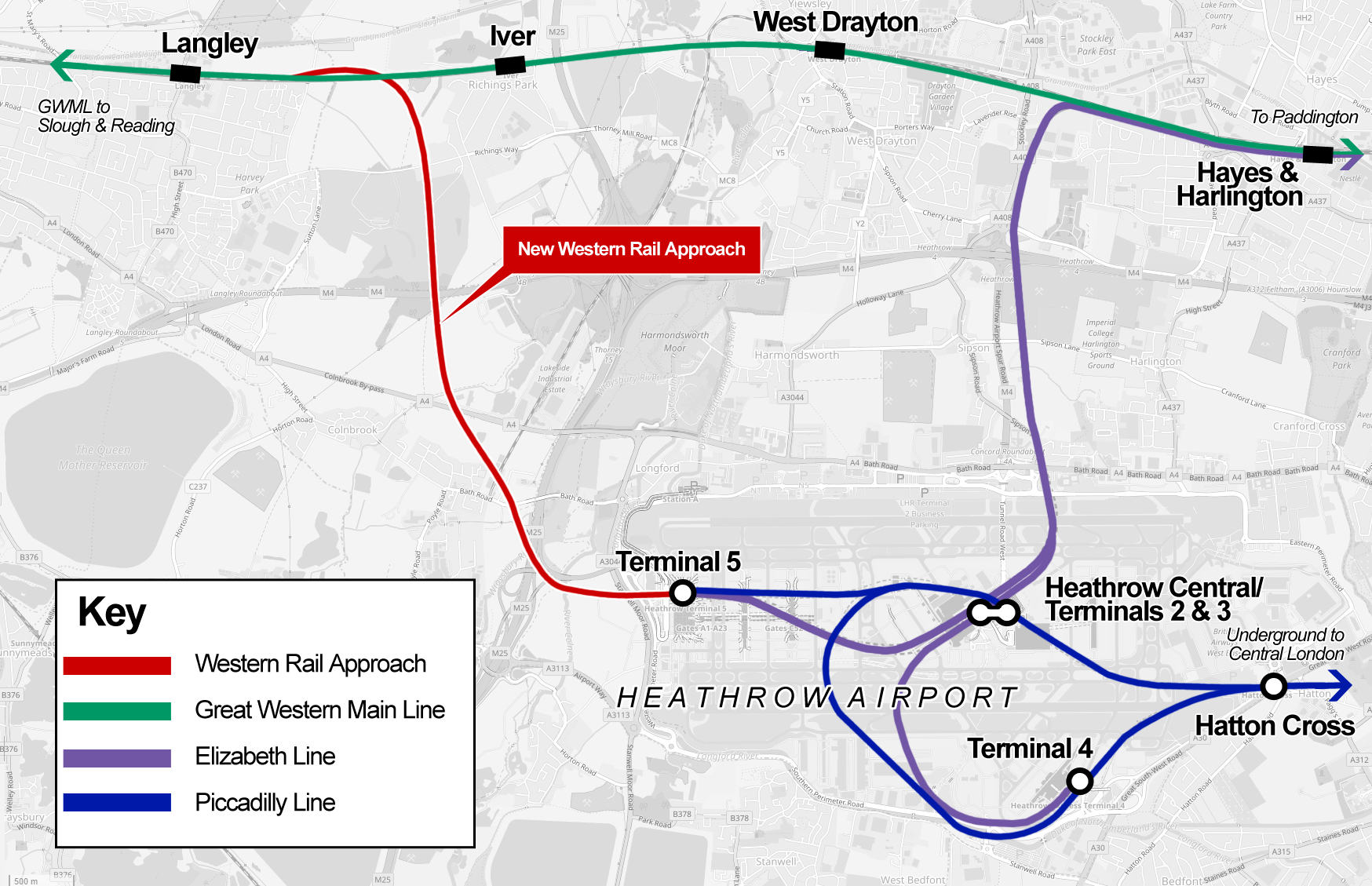
Vorgeschlagene Anbindung von Westen her

Der Bahnhof Heathrow Terminal 5 ist ein unterirdischer Flughafenbahnhof für Eisenbahn und U-Bahn im Londoner Stadtbezirk London Borough of Hillingdon. Er liegt unter dem Terminal 5 des Flughafens Heathrow und gehört zur Tarifzone 6. Im Jahr 2016 nutzten 4,45 Millionen U-Bahn-Fahrgäste den Bahnhof (Zahlen für die Eisenbahn sind nicht verfügbar).
Die Eröffnung des sechsgleisigen Bahnhofs mit drei Bahnsteigen erfolgte am 27. März 2008. Sein Design wurde vom Architekturbüro HOK International entworfen, in Zusammenarbeit mit Rogers, Stirk, Harbour & Partners. Zwar liegt er unter der Erdoberfläche, doch sorgen laminierte Paneele aus transparentem ETFE-Polymer dafür, dass natürliches Tageslicht auf beide Enden der Bahnsteige scheinen kann. Der Bahnhof ist Endstation der Piccadilly Line der London Underground sowie eine von zwei Endstationen des Flughafenzubringers Heathrow Express ab Bahnhof Paddington im Zentrum Londons. Jeder zweite U-Bahn-Zug verkehrt hierhin, die andere Hälfte befährt die eingleisige Schlaufe über den Terminal 4. Zurzeit bestehen keine Pläne, zwischen den Terminals 4 und 5 eine direkte Schienenverbindung zu errichten.
Im Bahnhof Heathrow Terminal 5 plant Network Rail längerfristig die Errichtung eines weiteren Bahnsteigs, die dem Verkehr auf einer geplanten zweiten Zubringerstrecke dienen sollen. Sie soll zum Bahnhof Langley an der Great Western Main Line führen und dadurch eine direkte Verbindung in Richtung Slough und Reading ermöglichen.

## Anbindung der Elizabeth Line

Die Anbindung der neuen Linie in die City.